# If you'll be my woman
If you'll be my woman is een lied van The Cats dat werd geschreven door Cees Veerman. Het verscheen in 1971 voor het eerst op een elpee van de band, Cats aglow. Enkele jaren daarna kwam er een geheel geremasterde versie uit op hun elpee Love in your eyes (1974), ofwel de eerste Amerikaanse elpee van de band die werd geproduceerd door Al Capps.
De Argentijnse single (met dit nummer als Si fuera mi mujer op de B-kant, 1971) werd in het Engels gezongen. Onder de titel Ich will nur bei dir sein verscheen het nummer in 1972 in een Duitstalige versie op het album Katzen-spiele. In 1982 verscheen nog een cover in het Zweeds, Om du blir min kvinna op het album Marie, Marie van de band Perikles.
Het lied werd een klassieker en belandde meer dan veertig jaar later, in 2013, in de Volendammer Top 1000, een eenmalige all-timelijst die dat jaar door luisteraars van 17 Noord-Hollandse radio- en tv-stations werd samengesteld. De oorspronkelijke versie uit 1971 verscheen op minstens twaalf verzamelalbums, waaronder Collected (2014).
In het lied schildert de zanger zijn geliefde een hemelse toekomst met hem voor, where grass will grow so high. Als zij maar bij hem is, dan zullen ze het verleden vergeten en zal de toekomst voor hen tweeën zijn.